# Udeterus lobicollis
Udeterus lobicollis là một loài bọ cánh cứng trong họ Cerambycidae.